# Politodorcadion lativittis
Politodorcadion lativittis är en skalbaggsart som först beskrevs av Ernst Gustav Kraatz 1878.  Politodorcadion lativittis ingår i släktet Politodorcadion och familjen långhorningar.
Artens utbredningsområde är Kazakstan. Inga underarter finns listade i Catalogue of Life.